# Neil Sheehan
Neil Sheehan (* 27. Oktober 1936 in Holyoke, Massachusetts; † 7. Januar 2021 in Washington D.C.) war ein US-amerikanischer Journalist und Autor, der mit dem Pulitzer-Preis ausgezeichnet wurde.
Als Reporter für die New York Times erlangte er mithilfe des Whistleblowers Daniel Ellsberg Zugang zu den damals geheimen Pentagon-Papieren. Die Teil-Veröffentlichung der Dokumente 1971 durch die New York Times und die Washington Post deckte auf, dass die US-Regierung unter Johnson sowohl Öffentlichkeit als auch den Kongress über den Vietnamkrieg jahrelang systematisch belogen hatte.

## Leben
Neil Sheehan wuchs als Kind irischer Immigranten auf einem Bauernhof bei Holyoke, Massachusetts auf. 1958 machte er seinen Bachelorabschluss in Geschichte an der Harvard-University. Er diente in der US-Armee zwischen 1959 und 1962. Ab 1962 arbeitete er für United Press International, bevor er 1964 bei der New York Times anfing.
Am 13. Juni 1971 veröffentlichte die New York Times erstmals Auszüge aus den Pentagon-Papieren in einem Bericht von Sheehan. Präsident Nixon versuchte diese Berichterstattung und die anderer Medien gerichtlich zu verbieten, scheiterte aber abschließend vor dem Obersten Gerichtshof der USA. Das Grundsatzurteil zur Pressefreiheit galt danach als wegweisend.
Sheehan starb am 7. Januar 2021 im Alter von 84 Jahren an den Folgen einer Parkinson-Erkrankung bei sich zuhause in Washington D.C.
Nach seinem Tod veröffentlichte die New York Times ein Interview, das vor Sheehans Tod mit ihm geführt worden war. Sheehan äußerte sich dort zum ersten Mal öffentlich dazu, wie er an die Pentagon-Papiere gelangt war. Er widersprach den bisherigen Berichten von Daniel Ellsberg, nach denen Ellsberg die Papiere freiwillig an Sheehan übergab und legte dar, dass er diese mit Ellsbergs Erlaubnis zwar lesen durfte, aber nicht die Erlaubnis zum Vervielfältigen bekam. Er schmuggelte die Papiere schließlich aus Ellsberg Wohnung heraus.

## Bücher (Auswahl)
- A Bright Shining Lie: John Paul Vann and America in Vietnam (1988)
- After the War Was Over: Hanoi and Saigon (1992)
- A Fiery Peace in a Cold War: Bernard Schriever and the Ultimate Weapon (2009)

## Auszeichnungen (Auswahl)
- 1988: National Book Award für A Bright Shining Lie
- 1989: Pulitzer-Preis für A Bright Shining Lie